# Georgina Dufoix

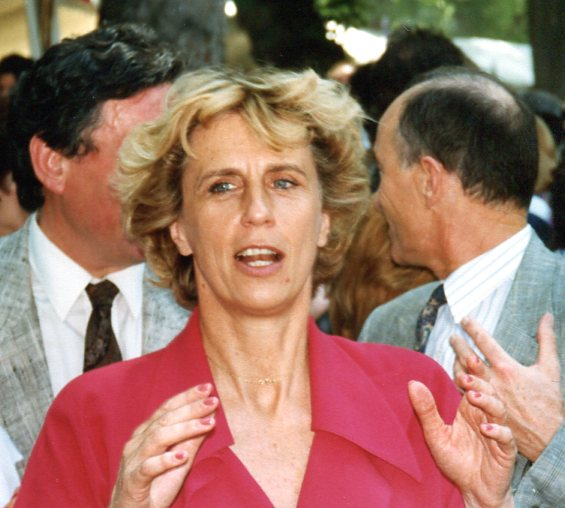
Georgina Dufoix (1990)

Georgina Dufoix (Geburtsname: Georgina Nègre; * 16. Februar 1942 in Paris) ist eine französische Politikerin der Parti socialiste (PS), der Mitglied der Nationalversammlung (Assemblée nationale), Ministerin und Staatssekretärin war. Sie war ferner in den Jahren 1989 bis 1992 Präsidentin des Französischen Roten Kreuzes (Croix-Rouge française) und kritisierte im Jahr 2013 öffentlich den vorgelegten Gesetzentwurf für eine gleichgeschlechtliche Ehe. 

## Leben

### Staatssekretärin und Ministerin
Georgina Nègre war die Tochter des Werkstattbesitzers Alain Nègre, der auch für die Section française de l’Internationale ouvrière (SFIO) Mitglied des Stadtrates von Nîmes war, und Antoinette Pallier. Sie absolvierte ein Studium der Wirtschaftswissenschaften an der Universität von Paris, das sie mit einem Diplôme d’études supérieures spécialisées (DESS) abschloss, und heiratete am 20. September 1963 den Ingenieur Antoine Dufoix. Nach dem Unfalltod ihres Vaters im Jahr 1967 übernahm sie die Autowerkstatt und war später auch Leiterin der Niederlassungen des Mietwagenunternehmens Avis in Nîmes, Arles und Alès. Sie begann ihre politische Laufbahn für die Parti socialiste (PS) in der Kommunalpolitik und war in den Jahren 1977 bis 1989 Mitglied des Stadtrates von Nîmes.
In den Kabinetten Mauroy fungierte Georgina Dufoix zwischen dem 22. Mai 1981 und dem 17. Juli 1984 als Staatssekretärin für Familien (Secrétaire d’État chargée de la Famille). Im Kabinett Fabius war sie vom 20. Juli 1984 bis zum 21. März 1986 Ministerin für Soziales und nationale Solidarität (Ministre des Affaires sociales et de la Solidarité nationale). Darüber hinaus fungierte sie zwischen dem 7. Dezember 1984 und dem 20. März 1986 auch als Regierungssprecherin (Porte-parole du gouvernement). Während ihrer Amtszeit als Sozialministerin kam es zu einem Skandal wegen HIV-kontaminierter Blutprodukte. Zwischen 1984 und 1985 hat das Centre National de Transfusion Sanguine wissentlich auch mit HIV kontaminierte Blutprodukte an Hämophile verabreicht, wie die Ärztin und Journalistin Anne-Marie Casteret am 25. April 1991 in L'Événement du jeudi schrieb. Insgesamt wurden etwa 4000 Patienten über HIV-kontaminierte Blutprodukte mit dem HI-Virus infiziert. Der Artikel von Casteret leitete die Aufklärung des französischen Blutskandals ein. 

### Mitglied der Nationalversammlung und Präsidentin des Roten Kreuzes
Nachdem sie aus der Regierung ausgeschieden war, wurde sie bei der Parlamentswahl am 16. März 1986 für die PS erstmals zum Mitglied der Nationalversammlung (Assemblée nationale) gewählt und vertrat in dieser vom 2. April 1986 bis zum 14. Mai 1988 das Département Gard. Sie legte ihr Mandat nieder, nachdem sie am 11. Mai 1988 im ersten Kabinett Rocard das Amt als Beigeordnete Ministerin für Familie, Frauenrechte, Solidarität und Rückkehrer (Ministre délégué chargé de la Famille, des Droits de la femme, de la Solidarité et des Rapatriés) übernahm. Dieses Amt hatte sie jedoch nur sechs Wochen bis zum 23. Juni 1988 inne.
Kurz vor ihrem erneuten Ausscheiden aus der Regierung wurde Georgina Dufoix am 12. Juni 1988 für die PS wieder zum Mitglied der Nationalversammlung gewählt und vertrat dort erneut bis zum 1. April 1993 das Département Gard. Als Nachfolgerin von Louis Dauge wurde sie im Jahr 1989 Präsidentin des Französischen Roten Kreuzes (Croix-Rouge française). Von diesem Amt trat sie am 3. Februar 1992 wegen der sogenannten „Habache-Affäre“. Sie war zu der Zeit Beraterin des Staatspräsidenten François Mitterrand und erteilte die Zustimmung zu einem Aufenthalt des Funktionärs der Palästinensischen Befreiungsorganisation (PLO) sowie Generalsekretärs der Volksfront zur Befreiung Palästinas (PFLP), George Habasch, in Frankreich, obwohl gegen die von ihm geleitete Organisation ein Ermittlungsverfahren über die Schaffung von Waffenlagern in Fontainebleau aus dem Jahr 1986 lief. Daraufhin wurde sie auch als Beraterin und Projektmanagerin des Elysée-Palastes, dem Sitz des Staatspräsidenten, entlassen.

### Verfahren wegen kontaminierter Blutprodukte und Gegnerin der gleichgeschlechtlichen Ehe
Im Jahr 1999 wurden wegen des Skandals wegen HIV-kontaminierter Blutprodukte schließlich der ehemalige Premierminister Laurent Fabius, die ehemalige Sozialministerin Georgina Dufoix und ihr ehemaliger Staatssekretär Edmond Hervé vor Gericht angeklagt. Der Gerichtshof der Republik (Cour de justice de la République) sprach Hervé schuldig; Fabius und Dufoix wurden freigesprochen.
Im Jahr 2013 sprach sich Georgina Dufoix, die Anfang der 1990er Jahre zum Evangelikalismus konvertiert war, öffentlich gegen den vom zweiten Kabinett Ayrault vorgelegten Gesetzentwurf für eine gleichgeschlechtliche Ehe aus. Sie sagte dazu: „Der Status von Mutter und Vater wirken sich auf die Tiefen unseres Seins aus. Es ist nicht nur ein rechtlicher Status. Dies sind tiefe und heikle Begriffe, die uns individuell strukturieren, in Bezug auf andere, sowohl zwischen dem Vater und der Mutter selbst als auch in Bezug auf Kinder und die Gesellschaft als Ganzes.“